# Thomas Holenstein

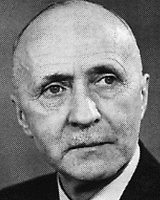

Thomas Holenstein (Sankt Gallen, 7 februari 1896 – Muralto, 31 oktober 1962) was een Zwitsers politicus.
Holenstein was de zoon van Thomas Holenstein sr. en Anna Harden. In 1920 sloot hij zijn rechtenstudie af aan de Universiteit van Bern. Daarna werkte hij op het advocatenkantoor van zijn vader. In 1927 werd hij in de gemeenteraad van Sankt Gallen gekozen. Van 1930 tot 1935 was hij voorzitter van de Jonge Conservatieven van het kanton Sankt Gallen. In 1936 werd hij lid van de Kantonsraad van Sankt Gallen (tot 1954). Van 1937 tot 1954 was hij lid van de Nationale Raad (federaal parlement). Van 1942 tot 1954 was hij voorzitter van de christendemocratische fractie in de Nationale Raad. In 1952 was Holenstein voorzitter van de Nationale Raad.
Op 16 december 1954 werd Holenstein als opvolger van Josef Escher in de Bondsraad gekozen. Hij beheerde het Departement van Economische Zaken. Hij diende op 20 november 1959 om gezondheidsredenen zijn ontslag in. Op 31 december 1959 nam Ludwig von Moos het Departement van Economische Zaken over.
Holenstein was in 1957 vicepresident en in 1958 bondspresident van Zwitserland.
Holenstein was lid van de Christendemocratische Volkspartij en hij was een echte federalist.